# Ana Mae Barbosa
Ana Mae Tavares Bastos Barbosa (Río de Janeiro, 17 de julio de 1936) es una educadora brasileña, pionera en educación artística.

## Biografía
Carioca de nacimiento, fue criada en Pernambuco desde niña. Obtuvo una licenciatura en Derecho, por la Universidad Federal de Pernambuco, carrera que abandonó prontamente.
Es la principal referencia en el Brasil en la enseñanza del arte en las escuelas, habiendo sido la primera brasileña con un doctorado en educación artística, defendiendo su tesis: American influences on Art Education in Brazil: analyses of two moments: Walter Smith and John Dewey, en 1979, por la Universidad de Boston.
Fue directora del Museo de Arte Contemporáneo de la Universidad de São Paulo (MAC-USP) y presidenta del International Society of Education through Art InSea. Y es profesora visitante de la Ohio State University, en EE. UU.
En 1972 solicitó una beca al CAPES (Coordinación de Perfeccionamiento de Personal de Nivel Superior) para hacer su maestría en Connecticut, a lo que le respondieron que no reconocían a la educación artística como área de estudios. Dio clases de cultura brasileña en la Universidad Yale, para costear así sus estudios. Concluido su doctorado, siendo la única persona en Brasil así doctorada en educación artística, se esforzó por cambiar su situación y luchar por el reconocimiento de la educación artística.
Fue la primera investigadora que se preocupó por la enseñanza sistemática del arte en los museos, especialmente durante su gestión como directora del MAC. En 1987 desarrolló con el apoyo de su "propuesta triangular", el primer programa educativo del género, siendo la base de la mayoría de los actuales programas de educación artística en Brasil. Y consiste en el apoyo al programa de enseñanza con tres enfoques artísticos para construir eficazmente el conocimiento artístico:
1. Contextualización histórica
2. Quehacer artístico
3. Apreciación artística

Actualmente está jubilada en la Escuela de Comunicación y Arte (ECA), de la Universidad de São Paulo (USP) siendo profesora del postgrado en educación artística. Aún retirada continúa siendo orientadora de las maestrías y doctorados y es miembro activa del CLEA (Consejo Latinoamericano de Educación por el Arte).

## Algunas publicaciones
- Arte, Educación y Cultura en línea

### Libros
- 1978 - Arte-educação no Brasil: das origens ao modernismo. São Paulo: Perspectiva

- 1982 - Recortes e colagens: influência de John Dewey no ensino da arte no Brasil. São Paulo: Autores Associados

- 1985 - Arte-educação: conflitos/acertos. São Paulo: Max Limonad

- 1986 - História da Arte-Educação. São Paulo: Max Limonad

- 1990 - O ensino da arte e sua história, con Heloísa M. Sales, São Paulo: MAC

- 1990/95 - Teoria e prática da Educação Artística. São Paulo: Cultrix

- 1991 - A imagem do ensino da arte: anos oitenta e novos tempos. São Paulo: Perspectiva

- 1997 - Arte-Educação: leituras no subsolo. São Paulo: Cortez

- 1998 - Tópicos utópicos. Belo Horizonte: C/Arte

- 2001 - John Dewey e o ensino da Arte no Brasil. São Paulo: Cortez

- 2002 - Inquietações e mudanças no Ensino da Arte. São Paulo: Cortez

- 2002 - Alex Fleming. São Paulo: Edusp

- 2003 - Som, gesto, forma e cor. Belo Horizonte: C/Arte

- 2005 - O pós-modernismo, con Jacó Grinsburg, São Paulo: Perspectiva

- 2006 - Arte/Educação contemporânea. São Paulo: Cortês

- 2008 - Ensino da arte: memória e história. São Paulo: Perspectiva

- 2008 - Arte educação como mediação cultural e social. Colección Arte e educação, con Rejane Galvão Coutinho. Editor UNESP, 346 pp. ISBN 8571399069, ISBN 9788571399068

- 2009 - Arte/Educação como mediação cultural e social, con R.G. Coutinho. 1.ª ed. São Paulo: UNESP, 346 pp.

- 2009 - A Imagem no Ensino da Arte. 7.ª ed. São Paulo: Perspectiva, vol. 1. 149 pp.

- 2010 - Abordagem Triangular no Ensino das Artes e Culturas Visuais, con F.P. Cunha (orgs.) 1.ª ed. São Paulo: Cortez, 2010, vol. 1. 463 pp.

- 2011 - John Dewey e o Ensino de Arte no Brasil. 7.ª ed. São Paulo: Cortez, 2011, vol. 1. 198 pp.

- 2011 - Inquietações e mudanças no Ensino da Arte. 6.ª ed. São Paulo: Cortez, 2011, vol. 1. 184 pp.

- 2012 - Fragmentos de um discurso de amor à Arte/Educação, con Fernando Azevedo, S. Ribeiro. 2.ª ed. Recife: Fundaj, 2012, vol. 2

- 2012 - Abordagem Triangular no ensino das Artes e Culturas Visuais, con F.P. Cunha, 2.ª ed. São Paulo: Cortez, 2012, vol. 2. 461 pp.

### Capítulos de libros
- 2006. Creación y Posibilidad: Aplicaciones Del Arte en la Integración Social. Vol. 296 de Ciencia. Serie Psicología. Editor Marián López F. Cao, edición ilustrada de Ed. Fundamentos, ISBN 8424510771, ISBN 9788424510770 en línea 363- 370

## Títulaciones
- 1960 - Bachiller en Ciencias Jurídicas y Sociales - Universidad Federal de Pernambuco (UFPE)
- 1974 - Maestra en Arte y Educación - Universidad de Connecticut, EUA
- 1978 - Doctora en Educación Humanista - Universidad de Boston, EUA
- 1990 - Libre-docente en Arte y Educación - Universidad de São Paulo (USP)
- 1992 - Profesora titular de Artes Plásticas - Escuela de Comunicaciones y Artes de la USP (ECA/USP)

## Honores
- 2003: Comendador Orden de Mérito Científico, por el Ministerio de Ciencias y Tecnología
- 2002: Achievement Award, Miami University
- 2001: Studies in Art Education Award Lecture, Naea. USA
- 1999: Medalla Augusto Rodrigues, Movimento Escolinhas de Arte do Brasil
- 1999: Premio Internacional Sir Herbert Read, INSEA-UNESCO
- 1997: Título de Distinguished Fellow, National Art Education Association USA
- 1992: Edwin Ziegfield International Award, United States Society of Education Through Art
- 1990: Grand Premio de Crítica, Asociación Paulista de Críticos de Arte